# John Downes
John Henry Downes (* 18. Oktober 1870 in Glasgow; † 1. Januar 1943 in Hunters Quay) war ein britischer Segler aus Schottland.

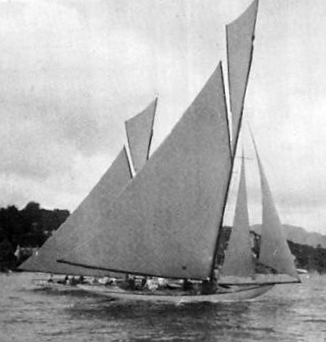
Hera und Mouchette während der olympischen Regatta 1908

## Erfolge
John Downes, der beim Royal Clyde Yacht Club und Royal Western Yacht Club segelte, wurde 1908 in London bei den Olympischen Spielen in der 12-Meter-Klasse Olympiasieger. Bei der auf dem Firth of Clyde in Schottland ausgetragenen Regatta traten lediglich die beiden britischen Boote Hera und Mouchette in zwei Wettfahrten gegeneinander an. Die Hera gewann beide Wettfahrten, sodass neben Downes und Skipper Thomas Glen-Coats auch die übrigen Crewmitglieder John Aspin, John Buchanan, James Bunten, Gerald Tait, David Dunlop, John Mackenzie, Albert Martin und sein jüngerer Bruder Arthur Downes die Goldmedaille erhielten.
Von Beruf war Downes Elektroingenieur.